# Обрі Вільямс
Обрі Вільямс (англ. Aubrey Williams; 8 травня 1926 — 17 квітня 1990) — гаянський художник. Він найбільш відомий своїми великими картинами, написаними маслом на полотні, які поєднують елементи абстрактного експресіонізму з формами, образами та символами, натхненними доколумбовим мистецтвом корінних народів Америки.
Народився у Джорджтауні у Британській Гвіані (нині Гаяна), Вільямс почав малювати у ранньому віці. З трьох років він отримував неформальні уроки мистецтва, у 12 років приєднався до робітничого мистецького класу. Після навчання на агронома він вісім років працював польовим інспектором у сільському господарстві, спочатку на цукрових плантаціях східного узбережжя, а потім у північно-західному регіоні країни — території, населеній переважно корінним народом варао. Час, проведений серед варао, суттєво вплинув на його мистецький підхід і поклав початок складній одержимості доколумбовим мистецтвом і культурою, яка проглядається протягом усієї його мистецької кар'єри.
Вільямс покинув Гаяну у розпал руху за незалежність у 1952 році та переїхав до Великої Британії. Після його першої виставки у 1954 році у Лондоні він став помітнішою фігурою на повоєнній британській авангардній мистецькій сцені, зокрема завдяки своїй асоціації з галереєю New Vision Center Деніса Бовена. У 1966 році він об'єднався з групою лондонських карибських художників й інтелектуалів, щоб заснувати Карибський рух художників, який став динамічним центром культурних подій до припинення існування у 1972 році. З 1970 року Вільямс працював у студіях на Ямайці та у Флориді, а також у Великій Британії, і саме в цей період він написав три найвідоміші серії своїх картин: «Shostakovich» (1969—1981), «The Olmec-Maya and Now» (1981—1985) і «Cosmos» (1989).

## Біографія

### Ранні роки
Обрі Вільямс народився 8 травня 1926 року у Джорджтауні у Британській Гвіані, був старшим із семи дітей. Його батьки були гаянцями середнього класу зі змішаним африканським, карибським та, можливо, іншим походженням. Він виховувався відповідно до християнських англійських цінностей, і його батьки всіляко перешкоджали йому в дитинстві цікавитися популістськими африканськими формами мистецтва, як-от розповіді про Анансі та маскарадні гурти (місцево відомі як «Santapee bands»), які виступали на вулицях Джорджтауна на Різдво.
Художні нахили Вільямса проявилися рано, ще в юності. Коли йому було три роки, і він жив на Бурда-стріт у центрі Джорджтауна, він створив спостережний ескіз, на якому катарта їсть мертвого щура на цвинтарі Бурда. Побачивши малюнок, його батько (який на той час працював листоношею) відніс його до місцевого голландського реставратора мистецтва містера Де Вінтера, який працював у церквах Британської Гвіани. Де Вінтер миттєво розпізнав мистецький талант Вільямса та вирішив запропонувати йому неформальне мистецьке навчання. Вони працювали разом п'ять років. Розмірковуючи про цю ранню художню підготовку роками пізніше, Вільямс зауважив, що вона дуже відрізнялася від звичайних методів викладання мистецтва у Великій Британії: «Він [Де Вінтер] давав мені завдання, скажімо, просив мене намалювати якихось тварин або фрукти. Потім він брав малюнок і дивився, чи він хороший. Він ніколи не виправляв малюнок. Натомість він створив би інший малюнок». За словами Вільямса, це був «найкращий метод», з яким він коли-небудь стикався, і той, який глибоко вплинув на його кар'єру вчителя мистецтва.
У віці від 12 до 15 років, поки він ще вчився у школі, Вільямс відвідував робітничий художній гурток у Джорджтауні, який вів художник Е. Р. Берроуз. У віці 15 років Вільямс вступив на чотирирічну програму сільськогосподарського учнівства, яка проводилася спільно з Університетським коледжем Лондона. Його навчання особливо зосереджувалось на виробництві цукру. З 1944 року він займався сільськогосподарськими питаннями.

### Доросле життя у Британській Гвіані

#### Офіцер сільського господарства на східному узбережжі
У перші роки своєї роботи у Департаменті сільського господарства Британської Гвіани Вільямс обіймав три посади одночасно: польовий офіцер, інспектор сільського господарства на Східному узбережжі та офіцер із вирощування тростини. Його призначили на останню посаду після його спроб вести переговори з урядом від імені фермерів, які вирощували тростину. Як офіцер із вирощування тростини, він мав «згладити стосунки» між власниками та керівниками цукрових плантацій і робітниками, не «розгойдуючи човен». Вільямс, однак, мав інші плани. Він наполегливо працював для захисту прав фермерів, які вирощували тростину, і при цьому регулярно мав сутички з керівниками плантацій. Дійсно, за його словами, він став «кривавою колючкою в їхніх боках, яка вимагає правильних цифр, чесної гри та тому подібного». Хоча цей період його життя був дуже напруженим, Вільямс продовжував малювати.

#### Робітничий художній гурток
Невдовзі після того, як він отримав кваліфікацію аграрного офіцера, Вільямс зв'язався з Е. Р. Барроузом і повернувся до робітничого художнього гуртка, але як викладач й організатор. Разом вони розширили організацію за межі центру Джорджтауна, створивши допоміжні філії по всьому Східному узбережжю. Сам Вільямс відкривав нові філії у сільськогосподарських регіонах, де сам працював, і часто проводив уроки, замість Берроуза. Заняття відбувались не менш ніж двічі на тиждень.

#### Час серед варао на північному заході
Після кількох років роботи на східному узбережжі Вільямса відправили працювати серед народу варао (або варрау) на північному заході країни (нині регіон Баріма-Вайні, або Регіон 1). Його поставили начальником сільськогосподарської станції району. Попри формальне підвищення Вільямс спочатку розглядав свою передислокацію як форму покарання за свою активність від імені фермерів цукрової тростини: «Це було як відправити когось до Сибіру». Проте погляди Вільямса у період, проведений у північно-західному регіоні, кардинально змінилися протягом перших шести місяців. Зрештою він залишився там на два роки, а спілкування з представниками варао глибоко вплинуло на його мистецький розвиток. Розмови варао про колір і форму повністю змінило його розуміння мистецтва; і його досвід у цьому регіоні викликав інтерес до доколумбової культури й артефактів, які згодом стали «основою [його] мистецької діяльності». Справді, у 1987 році Вільямс розмірковував: «[Я] там вперше відкрився як художник. До цього все була самодіяльністю. [… ] Тепер я маю подякувати людям варрао за мою роботу як художника». Вільямс створив багато картин, працюючи у північно-західному регіоні, але він знищив більшість з них невдовзі після їхнього створення.

#### Повернення до Джорджтауна
Після двох років проживання з варао Вільямс повернувся до Джорджтауна, де відновив свою роботу з робітничим художнім гуртком. Однак момент його повернення був часом великих політичних потрясінь у місті. Рух за незалежність у Британській Гвіані набирав сили, і більшість його друзів приєдналися до Народної прогресивної партії (НПП), яка була в авангарді боротьби. Хоча Вільямс ніколи не був членом НПП і не відвідував жодних їхніх зустрічей, він був близький до її лідера Чедді Джагана. Цей зв'язок викликав підозру серед британських колоністів, що спонукало до розслідування першої роботи Вільямса у Міністерстві сільського господарства. Його зрештою звинуватили у заснуванні «фермерських комун» на Східному узбережжі. Приблизно тоді один із його друзів з НПП, про якого він пізніше казав, що «врятував йому життя», порадив покинути країну. Через три місяці Вільямс прислухався до цієї поради та виїхав до Великої Британії.

### Англія

#### Перші кілька років
Вільямс прибув до Англії у 1952 році у віці 26 років. Він оселився на Ганс-кресент у Лондоні — районі, який, за його словами, був населений «колоніальною елітою»: «синами магараджів, верхівками середнього класу» — і записався на курс сільськогосподарської інженерії в університеті Лестера. Однак після розчарування університетськими викладачами та зростального почуття невдоволення місцем проживання (пізніше він описав Ганс-кресент як частину «британського промивання мізків й індоктринації», бо «проживши [так] протягом кількох місяців, ви почнете зневажати свій власний народ»), він кинув університетський курс і вирушив у подорож Європою та Великою Британією. Під час мандрівок він зустрів Альбера Камю, який, своєю чергою, познайомив його з Пабло Пікассо. Для Вільямса зустріч з Пікассо стала «великим розчаруванням». Коли його представили, іспанський художник сказав йому, що «[у нього] дуже гарна африканська голова», і сказав, що він хотів би, щоб Вільямс позував йому. «Я почувався жахливо», — згадував Вільямс. «Попри те, що мене представили йому як художника, він не думав про мене як про іншого митця. Він думав про мене лише як він може використати у своїй роботі».
Повернувшись із мандрівок у 1954 році, Вільямс вступив до Школи мистецтв Сент-Мартіна, навчаючись там понад два з половиною роки. Однак на другому курсі він вирішив, що його цікавлять приміщення та ресурси школи, але не диплом, тому не продовжив навчання. У 1954 році він провів свою першу виставку у маловідомій галереї Archer у Вестборн-Гроув у Лондоні. У ці перші роки у Лондоні Вільямс одружився зі своєю партнеркою Ів Лафарг, яка поїхала з ним із Британської Гвіани.

#### Визнання: від New Vision до Премії Співдружності
Десь наприкінці 1950-х років Вільямс познайомився з Денісом Боуеном — засновником New Vision Group і директором New Vision Gallery у Лондоні з 1951 до 1966 рік. Хоча галерея New Vision Center Gallery (NVCG) була недостатньо відомою на той час, вона відігравала важливу роль у післявоєнній британській мистецькій сцені, просуваючи абстрактне мистецтво та незвичайну відкритість, а також інтерес до художників з усього світу. Участь Вільямса у NVCG стала важливим поворотним моментом його кар'єри. Кілька його картин включили до відкритої виставки «Нове бачення» на початку 1958 року, а галерея влаштувала дві персональні виставки його робіт у серпні 1959 року та листопаді 1960 року. Ці виставки принесли великий успіх для Вільямса: роботи отримали позитивні відгуки від численних мистецтвознавців і добре продавалися, а згодом він отримав нові запрошення виставлятися у Парижі, Мілані та Чикаго.
Цей успіх дав змогу відчути Вільямсу, що він «зробив це» як художник. Однак через два роки інтерес до його творчості вщух, а його виставки почали ігнорувати. Для Вільямса це прискорило п'ятирічний період невпевненості в собі та «замішання».
Новий кар'єрний успіх стався у 1963 році, коли 40 його картин були виставлені на Бієнале абстрактного мистецтва Співдружності в Інституті Співдружності у Лондоні. Єдину нагороду виставки Вільямс отримав за картину «Roraima» (приз у розмірі 50 фунтів стерлінгів пожертвував британський художник Френк Аврей Вілсон). У 1965 році Вільямс отримав премію Співдружності за живопис, яку вручала королева Єлизавета II.

#### Карибський рух художників
У середині 1960-х років Вільямс об'єднав зусилля з невеликою групою лондонських карибських інтелектуалів і митців, щоб заснувати Карибський рух художників (КРХ). До заснування долучились Камау Братуейт, Вілсон Гарріс, Луїс Джеймс, Еван Джонс, Джон Ла Роуз, Рональд Муді, Орландо Паттерсон й Ендрю Солкі. Діючи протягом шести років (1966—1972), КРХ набув форми зустрічей, читань, виставок, семінарів і конференцій, які мали на меті створити форум для карибських митців для обміну ідеями, розв'язання мистецьких проблем та обговорення робіт інших. Початком стала серія нечисленних приватних зустрічей, які проводилися вдома у членів, але швидко переросло у більші публічні заходи.
Вільямс регулярно брав участь у заходах КРХ і відігравав важливу піонерську роль у русі, «який мав неоціненний вплив на британську мистецьку сцену протягом наступних п'ятнадцяти років». У квітні 1967 року він провів неофіційну зустріч у своїй майстерні, під час якої розповів про роботу, творчий процес, вплив і філософію. На зустрічі були присутні Бретвейт, Ла Роуз, Солкі та Гарріс. На першому симпозіумі вест-індійських художників КРХ, який відбувся у Вест-Індійському студентському центрі в Ерлз-Корт 2 червня 1967 року, Вільямс виступив з короткою промовою про карибське мистецтво. Він також відвідав першу конференцію КРХ у вересні 1967 року в Кентському університеті та презентував доповідь «Скрутне становище художника у Карибському басейні». У цій статті він заперечував ідею, що мистецтво має бути фігуративним або оповідним, водночас припускав, що карибським митцям не потрібно звертатися до сучасних європейських художників за прикладами більш абстрактних або не розповідних форм; натомість вони могли знайти прецеденти в «примітивному» мистецтві Південної Америки та Карибів. У травні 1960 року він створив ряд картин для першої художньої виставки КРХ.
Вільямс описав КРХ як «дуже важливий» як для нього, так і для інших карибських художників. «Це допомогло створити інтелектуальну атмосферу для кожного, щоб бути креативним і спілкуватися один з одним», — сказав він, і забезпечив «міжнародну платформу», за допомогою якої окремі члени «дізнавалися, що відбувається в решті країн Співдружності» і через яку він особисто зустрічався з іншими художниками «з Африки, з Індії та з багатьох частин світу».

### Пізніші роки: між Лондоном, Ямайкою, Флоридою та Гаяною

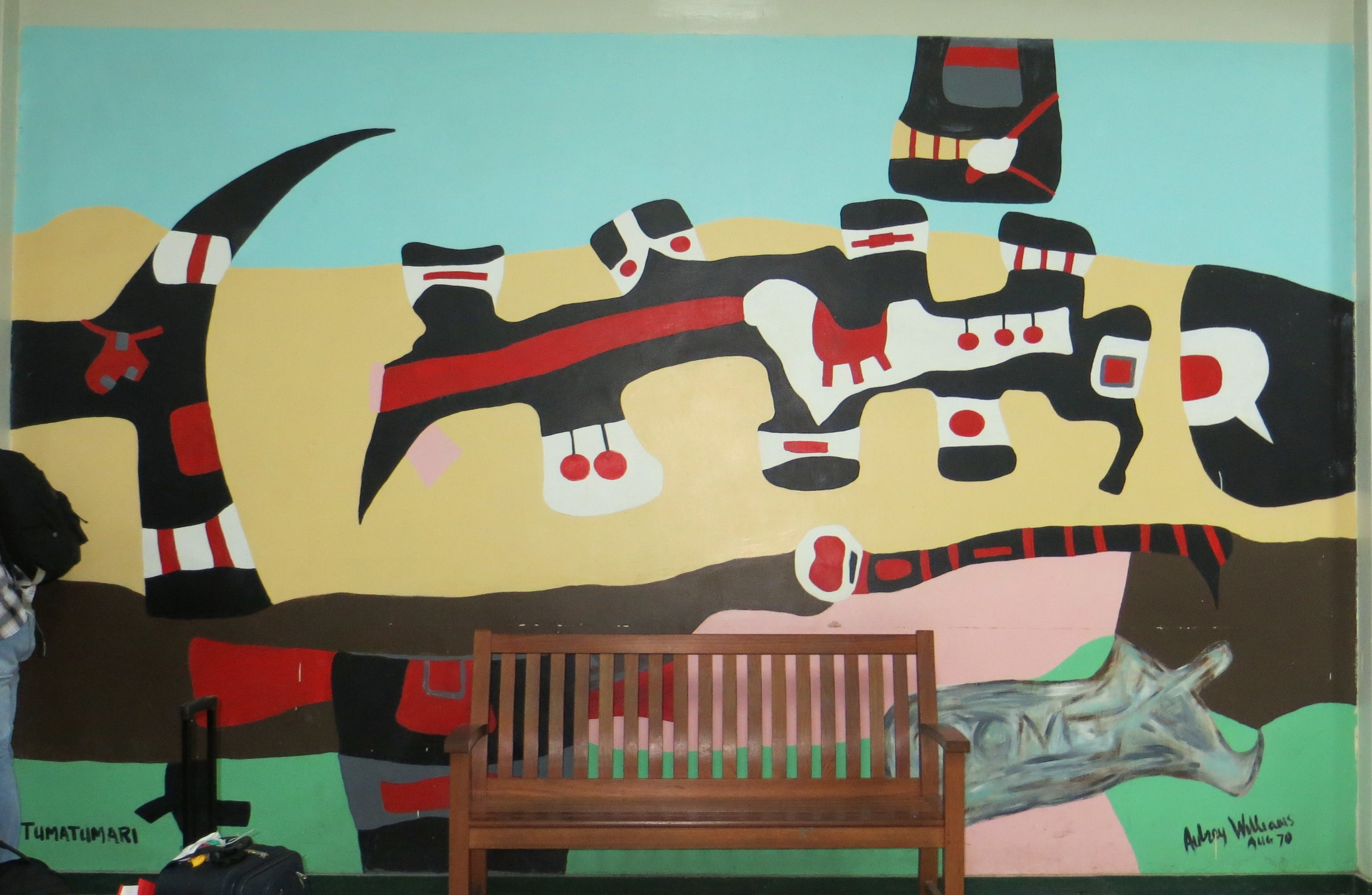
«Tumatumari» (1970) Обрі Вільямса. Ця картина є частиною серії стінописів «Timehri» у міжнародному аеропорту Чедді Джаган.

У той час як Вільямс осів в Лондоні до кінця свого життя, з 1970 року він проводив багато часу, працюючи за кордоном на Ямайці, у Флориді та, рідше, в Гаяні. У лютому 1970 року він поїхав до Гаяни з групою митців КРХ, зокрема Братуейтом, Гаррісом, Солкі та Семом Селвоном — на з'їзд карибських письменників і митців, який організував уряд Гаяни як частина урочистостей святкування Республіки Гаяни. Це був перший раз, коли він повернувся до Гаяни з 1952 року, і Вільямс отримав національну нагороду «Золота стріла досягнень». Того ж року він завершив серію з п'яти стінописів «Timehri» на замовлення уряду у міжнародному аеропорту Чедді Джаган. 1970 рік також став роком, коли Вільямс вперше відвідав Ямайку. Після цього візиту він щороку проводив кілька місяців на Ямайці та зрештою був призначений художником-резидентом у Центрі мистецтв Olympia у Кінгстоні.
У 1972 році він взяв участь у першій Carifesta у Гаяні, яка проходила з 25 серпня до 15 вересня. У 1976 році він завершив два стінописи на Ямайці, у Школі надії для розумово неповноцінних дітей і в Африканській методистській єпископальній церкві на Своллоуфілд-роуд. У 1977 році він виставляв роботи як учасник Другого Всесвітнього чорношкірого та африканського фестивалю мистецтв і культури (Festac '77), який проходив у Лагосі, Нігерія, з 15 січня до 12 лютого, разом з іншими чорношкірими художниками Великої Британії, зокрема Вінстон Бранч, Рональд Муді, Узо Егону, Армет Френсіс, Еммануель Тайво Джегеде та Дональд Локк. У травні 1978 року Вільямс завершив фреску в Гоу-Холі в Університеті Далгаузі, яку замовив тодішній прем'єр-міністр Гаяни Форбс Бернем.

У 1980-х Вільямс працював переважно у флоридській студії. У ці роки він створив три свої найвідоміші серії картин: «Shostakovich», «The Olmec-Maya», «Now» і «Cosmos». Після того, як його серія «Shostakovich» в лондонському Інституті Співдружності у 1981 році висвітлювалась у національній пресі, Гай Бретт написав у «Index on Censorship»:
«Обрі Вільямс здатний малювати з епічною силою у великих масштабах. Його картини — це рідкість — чудове вшанування одного художника іншому, а також одного середовища іншому. Я відчув, що його виставка була тоніком для всієї мистецької сцени тут, незалежно від того, де хтось розміщує себе в русі стилів та ідей. Проте це проходить практично без коментарів у культурній пресі… Але він живе і працює в Британії з 1954 року! Стає зрозуміло, що має на увазі Вільямс, коли називає себе „вигнанцем“ у цій країні, і як його ситуація пов'язана з тим, як тутешній культурний істеблішмент бойкотує митців, які не вписуються в традиційний образ британського мистецтва».
У 1986 році уряд Гаяни нагородив його Почесною короною Касіка, і того року про нього вийшов документальний фільм «Знак руки» режисера Імру Цезаря, який вперше показали у Британській академії телебачення та кіномистецтва у Лондоні 16 грудня 1986 року.
У 1989 році картини Вільямса були включені до виставки у галереї Гейворда під назвою «Інша історія», яка була зосереджена на роботах африканських та азійських художниках у Великої Британії після Другої світової війни. Це був перший випадок, коли його роботи були виставлені в масовій публічній художній галереї Великої Британії, і включали його серію «Cosmos». За словами Джеффрі Макліна, «Це показало величезний період духовного й інтелектуального розвитку Вільямса, починаючи від птахів Гаяни та середовища його дитинства, закінчуючи спогадами про його індіанську спадщину, кульмінацією якої стало розуміння універсального вираження через музику та духовне усвідомлення через космос».
Вільямс помер у Лондоні 17 квітня 1990 року у віці 63 років «після тривалої боротьби з раком».

## Спадщина
Книга Енн Волмслі 1990 року «Guyana Dreaming: The Art of Aubrey Williams», яку митець побачив у рукописі за 10 днів до смерті, стала першою значною публікацією, присвяченою його творчості.
19 січня 1996 року Інститут міжнародного візуального мистецтва організував семінар про Обрі Вільямса, який збігся з показом серії «Космос» у Жовтневій галереї (де відбувалася остання персональна виставка за його життя) за участю Стюарта Голла, Енн Волмслі, Рашида Араїна та Вілсона Гарріса, а також показ документального фільму Імру Цезаря 1986 року про Вільямса «Знак руки».
Влітку 1998 року велика виставка робіт Вільямса була організована у художній галереї Вайтчепел, а також відбулися інші значні посмертні виставки у Жовтневій галереї та в інших місцях. Його роботи також знаходяться у колекціях, зокрема Ради мистецтв Англії та Тейт.

## Стиль
У перші роки мистецької кар'єри, з того часу, як він приєднався до робітничого художнього гуртка і до кінця 1950-х років, картини Вільямса були переважно фігуративними. За словами Дональда Локка, художника з Гаяни, який відвідував гурток одночасно з Вільямсом, на його картинах у той період зазвичай були зображення оголених вагітних жінок, і він надавав перевагу «блідим, білуватим, жовтим і коричневим» кольорам. Коли він вперше переїхав до Лондона, Вільямс спочатку працював з пастеллю, оскільки він не міг дозволити собі купувати фарби. Локк описав його роботи середини-кінця 1950-х років як «забарвлену» «кубістичний натуралізм», який був поширений серед молодих художників гуртка.
Мешкаючи у Лондоні та подорожуючи Європою у середині 1950-х років, Вільямс познайомився з найновішими тенденціями європейського й американського мистецтва під час виставок у Тейт у Лондоні та в інших місцях. Його вразила та схвилювала виставка німецького експресіоністського живопису у Лондоні, а також роботи американських художників-абстракціоністів, як-от Джексон Поллок, Франц Клайн, Барнетт Ньюман, Віллем де Кунінг, Марк Ротко. Він виявив особливу спорідненість з Аршилем Горкі — чия робота, за його словами, «в певний спосіб узгоджується з [його] власним сприйняттям» — і з Роберто Матта. Він простежив свою спорідненість із Маттою через спільний досвід колоніалізму: «Це запах присутності конкістадорів. Це запах втрати та заміна меншим, ніж те, що було знищено». Ці різні впливи мали значний вплив на його мистецький розвиток у наступні роки.
З 1959 року роботи Вільямса ставали все більш абстрактними, а його стиль часто описувався мистецтвознавцями як форма абстрактного експресіонізму. Хоча економічні фактори спочатку обмежували розмір полотна, яке він використовував, він поступово перейшов до все більших полотен, а з 1970 року також намалював низку великих стінописів. Він використовував глізаль і лісіровку для створення ефектів олійними фарбами. Після періоду самозапитань на початку 1970-х років, під час якого Вільямс хвилювався, що він «лише малює картини […] як виготовляє настінні меблі», він почав знову додавати фігуративні елементи у картини — стилістична зміна, яка особливо помітна в його серіях «The Olmec-Maya» та «Now».

## Виставки
(G = групові)
- 1958/59/60: New Vision Centre Gallery, Лондон
- 1958: St Catherine's College, Оксфорд, UK
- 1960: David Jones' Art Gallery, Мельбурн (G)
  - Hessenhuis, Антверп, Бельгія(G)
  - Walkers Gallery, Лондон (G)
  - Woodstock Gallery, Лондон (G)
  - Portal Gallery, Лондон (G)
  - Univision Royal Court Grill, Ньюкасл-апон-Тайн, UK (G)
  - Grabowski Gallery, Лондон (G)
- 1961: Richmond Hill Gallery, Ричмонд 
  - Galleria Pater, Мілан, Італія
  - New Vision Centre Gallery, Лондон (G)
  - Galerie Walcheturm, Цюрих, Швейцарія (G)
- 1961/62/63/65: Commonwealth Institute Art Gallery, Лондон (G)
- 1962: National College of Art, Дублін, Ірландія (G)
- 1963: Grabowski Gallery, Лондон
  - Gallery 60, Колчестер, UK
  - Ritchie Hendricks Gallery,Дублін, Ірландія
- 1964: Forum Galleries, Бристоль
  - Whitworth Art Gallery, Манчестер, UK (G)
- 1965: Arts Council, Карачі, Пакістан (G)
  - Arts Centre, University of Sussex, Брайтон, UK (G)
  - Commonwealth Arts Festival, Royal Academy of Arts, Лондон (G)
  - University of Glasgow and Commonwealth Arts Festival, Глазго, Шотландія (G)
- 1966–70: Nicholas Treadwell Gallery, Лондон (G)
- 1966: Appointment With Six (also featuring Gwen Barnard, Pip Benveniste, Oswell Blakeston, Max Chapman, and A. Oscar), The Arun Art Centre, Ерандел, UK (G)[75]
- 1967: Van Mildert College, Durham University, Дарем, UK
  - Expo '67, Монреаль, Канада (G)
  - São Paulo Biennale (XI), Бразилія (G)
  - Brighton Festival of Arts, Сассекс (G)
  - Theatre Royal, Стратфорд, UK (G)
- 1967–68: University of Kent, Кантербері, UK (G)
- 1968: London School of Economics, Лондон (G)
  - City Art Gallery, Бристоль, UK (G)
  - West Indian Students Centre, Лондон (G)
  - House of Commons, Лондон (G)
- 1969: Royal Albert Memorial Museum, Ексетер, UK
- 1970: John Peartree Gallery, Кінгстон, Ямайка
  - Guyana Museum, Джорджтаун, Гаяна (G)
- 1971: Camden Arts Centre, Лондон, UK
- 1971/73/74: Commonwealth Institute Art Gallery, Лондон, UK (G)
- 1972: Illinois Centre, Чикаго, США
  - Critchlow Labour College, Carifesta '72, Джорджтаун, Гаяна
- 1973: Nicholas Treadwell Gallery, Лондон
- 1973/74: Little Gallery, Кінгстон, Ямайка
- 1974: The Warehouse, Кінгстон, Ямайка
- 1975–76: Olympia International Arts Centre, Ямайка (G)
- 1975–77: Gallery Barrington, Кінгстон, Ямайка
- 1977: Festac – Festival of the Arts, Лагос, Нігерія (G)
  - Jamaica House, Кінгстон, Ямайка (G)
- 1977–81: Shostakovich, Commonwealth Institute, Лондон
- 1982–84: Westbourne Gallery, Лондон (G)
- 1984: October Gallery, Лондон, UK
  - Paintings on the music of Dmitri Shostakovich, Royal Festival Hall, Лондон
- 1985: The Olmec-Maya & Now, Commonwealth Institute Art Gallery, Лондон
  - Goldsmiths College Gallery, Лондон
  - Cosmos, Gallery Barrington, Кінгстон, Ямайка
  - GLC Brixton Recreation Centre, Лондон (G)
  - Contemporary Arts Centre, Кінгстон, Ямайка
- 1986: Camden Arts Centre, Лондон (G)
  - Leicester Museum & Art Gallery (G)
- 1986/87/88: October Gallery, Лондон
- 1987: National Gallery (touring exhibition), Гаяна
  - National Gallery (touring exhibition), Гаяна
- 1988: Contemporary Arts Centre, Кінгстон, Ямайка
  - Shibuya Tokyo Plaza, Токіо, Японія
- 1989–90:The Other Story: Afro-Asian Artists in Post-war Britain – Hayward Gallery, Лондон (G)[76]
- 1989: De Graaf Fine Art, Чикаго, США
  - Aubrey Williams: Selected Oils and Recent Acrylics, October Gallery, Лондон, UK[77]
- 1990: Aubrey Williams Celebration, Commonwealth Institute, Лондон
  - A Tribute to Aubrey Williams, Guyana Museum, Джорджтаун, Гаяна
  - A Tribute to Aubrey Williams, Contemporary Art Centre, Кінгстон, Ямайка
- 1992: Endangered Birds, Sotheran's Antiquarian Books, Лондон
  - Belgrave Gallery, Лондон, UK (G)
- 1995–96:Cosmos Series, October Gallery, Лондон
- 1995: Islington Arts Factory, Лондон, UK (G)
- 1996: Castellani House, Джорджтаун, Гаяна
- 1996–97:Transforming the Crown, Harlem & Caribbean Cultural Center, Нью-Йорк (G)[78]
- 1998: Aubrey Williams: Cosmos Paintings, Whitechapel Art Gallery, London[79]
- 2002: October Gallery, Лондон
- 2004: October Gallery, Лондон
- 2006: Aubrey Williams: Major Works, October Gallery, London[80]
- 2007: Goodison Room, Tate Britain, Лондон
- 2008: Rotunda Space, University of Birmingham, Бірмінгем, UK
- 2010: Atlantic Fire – Walker Art Gallery, Ліверпуль, UK[81]
  - Now and Coming Time, October Gallery, Лондон[82]
- 2013: Shostakovich: Symphonies and Quartets, Hales Gallery, Лондон
- 2015: Realm of the Sun, October Gallery, London[83]
- 2015–16: No Colour Bar: Black British Art in Action 1960–1990, Guildhall Art Gallery, Лондон (G)
- 2018: Aubrey Williams, October Gallery, London[84]

## Нагороди
- 1963: Приз на бієнале абстрактного мистецтва Співдружності у Лондоні[34][85]
- 1965: Премія Співдружності з живопису
- 1970: Золота стріла досягнень, Гаяна
- 1986: Почесна корона Касика, Гаяна

## Подальше читання
- Jessica Boyal, «Перетин кордонів: життя та творчість Обрі Вільямса», Art UK, 18 червня 2020 р.
- Ian Dudley, «Колосальні голови ольмеків на картинах Обрі Вільямса», Історія мистецтва, том 43, випуск 4, вересень 2020 р., стор. 828—855 | https://doi.org/10.1111/1467-8365.12527
- Kobena Mercer, «Обрі Вільямс: абстракція в діаспорі», British Art Studies, випуск 8, 8 червня 2018 | https://doi.org/10.17658/issn.2058-5462/issue-08/kmercer